# Loirano
Loirano era una delle frazioni fondanti il comune di Trezzano sul Naviglio in provincia di Milano, ora completamente annesso.
Loirano apporta in realtà alla comunità unificata la maggior parte del moderno territorio municipale trezzanese, ossia tutto quello edificato a nord dell'antica linea di confine fra i due previgenti comuni, che correva fra la ferrovia Milano-Mortara e il naviglio Grande.

## Storia

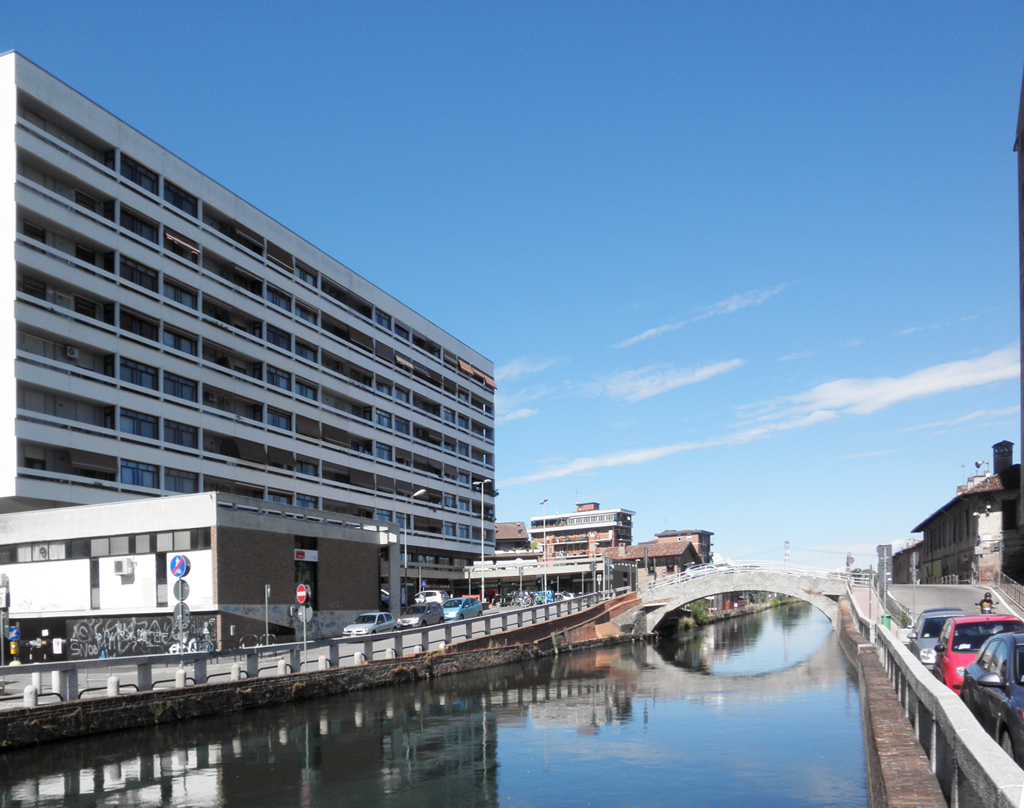
Il Naviglio, antico confine fra Loirano e Trezzano.

Loirano fu un antico comune del Milanese.
Alla proclamazione del Regno d'Italia nel 1805 risultava avere 170 abitanti. Nel 1809 fu soppresso con regio decreto di Napoleone ed annesso a Trezzano, la quale fu poi a sua volta inglobata in Corsico nel 1811. Il Comune di Loirano fu ripristinato con il ritorno degli austriaci, che tuttavia tornarono sui loro passi nel 1841, stabilendo la definitiva unione comunale con Trezzano.